# Línea 19 (Dbus)
La línea 19 de Dbus conecta el centro de la ciudad con el centro con Ayete. Da servicio al paseo de Ayete, el paseo de Bera Bera y la zona alta de Pagola. Por las noches, esta línea cambia su numeración a la línea B2.

## Paradas

### Hacia Bera Bera 57
- Plaza Gipuzkoa II 16 18
- Urbieta 6 23 26 31 32 36 46
- San Bartolomé 10 31
- Londaitz 31
- La Cumbre 31 35
- Munto Alde
- Munto 31 35
- Palacio de Ayete 31 35
- Bera Bera-Etxadi
- Bera Bera 133 45
- Bera Bera 89 45
- Bera Bera 85 45
- Bera Bera 57 45

### Hacia Plaza Gipuzkoa II
- Bera Bera 57 45
- Bera Bera 47 45
- Bera Bera 31 45
- Bera Bera 2 45
- Andoáin 17
- Pagola
- Oriamendi 31 35
- Ayete 93 31 35
- Palacio de Ayete II 31 35
- Ayete 53 31 35
- Iza 31 35
- Ayete 1 31 35
- Marianistak 31
- Buen Pastor 5 16 18 25 40 45
- Okendo 11 21 26 28
- Plaza Gipuzkoa II 16 18